# لوري بيتي
لوري بيتي (بالإنجليزية: Lori Petty) ، من مواليد 14 أكتوبر 1963 ، وهي ممثلة أمريكية ومخرجة وكاتبة سيناريو، بدأت مسيرتها الفنية سنة 1985م.

## وصلة خارجية
- لوري بيتي على موقع IMDb (الإنجليزية)
- لوري بيتي على موقع ميتاكريتيك (الإنجليزية)
- لوري بيتي على موقع روتن توميتوز (الإنجليزية)
- لوري بيتي على موقع قاعدة بيانات الأفلام العربية
- لوري بيتي على موقع ألو سيني (الفرنسية)
- لوري بيتي على موقع تيرنر كلاسيك موفيز (الإنجليزية)
- لوري بيتي على موقع أول موفي (الإنجليزية)
- لوري بيتي على موقع قاعدة بيانات الأفلام السويدية (السويدية)
- لوري بيتي على موقع إن إن دي بي (الإنجليزية)
- لوري بيتي على موقع قاعدة بيانات الفيلم (الإنجليزية)